# 比利·奈特
威廉·R·奈特（英語：William R. Knight，1952年6月9日—），美国NBA联盟前职业篮球运动员。他在1974年的NBA选秀中第2轮第21顺位被洛杉矶湖人选中。